# Luca di Girolamo degli Albizi

Wappen der Familie Albizi

Luca di Girolamo degli Albizi (* 11. Oktober 1511; † 1. April 1555) war ein italienischer Condottiere.

## Leben
Er wurde als Sohn von Giovanni Albizi und Ginevra de’ Medici, einer Cousine des Großherzogs Cosimo I., geboren. Obwohl die Albizi traditionell gegen die Medici agierten, war er ein glühender Anhänger der Medici, weshalb er bei der dritten Vertreibung der Medici aus der Stadt verbannt wurde (1529). Als treuer Freund des Fürsten galt er als einer der treuesten Vollstrecker der Rachefeldzüge des Fürsten. Er kehrte erst 1554, ein Jahr vor seinem Tod, zurück.
Luca bekleidete viele Ämter und war Generalkommissar der Ordinanza fiorentina, einer von Niccolò Machiavelli gegründeten nationalen Miliz. 1550 wurde er Mitglied des Consiglio dei Dugento und 1555 Kommissar von Cortona. Zeitgenössische Historiker verdächtigten ihn, Francesco Guicciardini vergiftet zu haben. Es gibt jedoch kein Dokument, dass diese Behauptung bestätigt.
Gherardo Silvani erhielt von ihm den Auftrag zur Modernisierung und Erweiterung des Palazzo degli Albizi in der nach seiner Familie benannten Straße (Borgo Albizi). Luca vermittelte zwischen Benvenuto Cellini und Cosimo I. de’ Medici bei der Festlegung des Preises, der für den Perseus zu zahlen war, was dem Ersteren missfiel.
1544 heiratete er Laudomìa di Franceso Pitti, mit der er einen Sohn, Girolamo, hatte.